# هنري كليج
هنري كليج (بالإنجليزية: Henry Clegg)‏ (8 ديسمبر 1850 - 30 ديسمبر 1920) هو لاعب كريكت بريطاني (وحمل سابقاً جنسية المملكة المتحدة لبريطانيا العظمى وأيرلندا).